# 木村涼香
木村涼香（きむら すずか、1997年7月10日 - ）は、日本のグラビアアイドル、女優、モデル。東京都出身。T1project所属。

## 略歴
4歳から18歳まで新体操に打ち込み、中学1年生で全日本ジュニア団体選手権で6位入賞。個人としての成績は残していない。東京都選抜チームに途中から入ったはものの補欠として参加した。2013年の東京国体で全国1位になった。そのため正式には名前が載っていない。
小学4年のときに母親が見ていた雑誌に影響を受け、芸能界にあこがれ、モデルになりたいという夢を持つようになる。高校卒業後、美容系の専門学校に通いながら、2015年8月から芸能事務所に所属。
2016年3月、第11回「BMS FASHION MODEL CONTEST」グランプリ。
同年、GACKT主演の映画『カーラヌカン』のヒロインに選ばれる。オーディションイベントは4月23日、「島ぜんぶでおーきな祭　第8回沖縄国際映画祭」が開催されている那覇・波の上うみそら公園で行われた。
同年、小学館のアイドルフォトサイト「ビジュアルウェブS」が初めて開催したミスコンテスト「ビジュアルウェブS2016」でグランプリに選出され、6月22日にお披露目。前年10月から予選が始まり、この年5月まで8か月にわたる選考が行われた。
同年7月15日、映画『カーラヌカン』の撮影を兼ねたイベント「ニライカナイ海の火祭り」が、沖縄県・海洋博公園エメラルドビーチで開催された。
2017年11月13日発売の『週刊ビッグコミックスピリッツ』50号で初の雑誌グラビア（表紙と巻頭）。

## 人物
- 趣味は歌、音楽鑑賞[要出典]。
- 特技は新体操[要出典]。
- 憧れの女優は満島ひかり[要出典]。

## 作品

### 映像作品
- 木村涼香 ミスビジュアルウェブS 2016（2016年、グラッソ）[9]
- 情熱 PASSION（2018年、イーネット・フロンティア）[10]

## 出演

### 映画
- カーラヌカン（2018年3月10日公開、KATSU-do） - ヒロイン・石垣真海 役[4]

### 舞台
- ミュージカル「素敵な世界」（2017年3月29日 - 4月2日、本多劇場）[11]

### 広告
- 「プリセエジュ」（2016年）[要出典]